# Radu Mihăileanu
Radu Mihăileanu (Bucarest, 23 aprile 1958) è un regista, sceneggiatore e produttore cinematografico romeno naturalizzato francese.

## Biografia
Mihăileanu nasce a Bucarest, in Romania, il 23 aprile 1958 in una famiglia ebraica. Il padre, Mordechai Buchman, di professione giornalista, dopo essere riuscito a fuggire da un campo di concentramento nazista durante la seconda guerra mondiale, cambiò legalmente nome in Ion Mihăileanu affinché le sue origini ebraiche restassero celate e, quindi, non divenisse vittima delle discriminazioni attuate dal regime comunista  instauratasi nel paese alla fine del conflitto.
Per la stessa ragione, in famiglia Radu non ricevette alcuna educazione ebraica. Ciò rafforza la sua curiosità per la cultura delle sue origini e, da ragazzo, è impegnato come attore e regista nel teatro ebraico di Bucarest. Nel 1980, la famiglia Mihăileanu riesce a fare aliyah in Israele. Qui Radu vive per alcuni anni insieme ai suoi genitori, facendo la spola fra Israele e Parigi, in Francia, dove è studente presso l'Institut des hautes études cinématographiques.
Una volta diplomatosi, Radu si trasferisce definitivamente nella capitale francese. Nel 1980, vede la luce il cortometraggio Les Quatre Saisons, la sua prima opera in qualità di regista cinematografico. Nel 1989 collabora alla stesura della sceneggiatura del film televisivo Il banchetto di Platone, diretto dal regista italiano Marco Ferreri.
Nel 1993 realizza Trahir, ambientato in Romania, con l'attrice rumena Maia Morgenstern nel ruolo della protagonista. Ma il successo internazionale arriva nel 1998, con il suo secondo lungometraggio Train de vie - Un treno per vivere, che racconta, con toni garbati e vagamente surreali, la tragica storia di un villaggio ebraico i cui abitanti, durante la seconda guerra mondiale, inscenano la propria deportazione a bordo di un treno, nel tentativo di fuggire in Unione Sovietica e poi, da lì, in Terra d'Israele.

## Filmografia
- Le quatre saisons (1980)
- Il banchetto di Platone - film TV, regia di Marco Ferreri (1989) - sceneggiatura
- Tradire (Trahir) (1993)
- Train de vie - Un treno per vivere (Train de vie) (1998)
- Ricchezza nazionale (Le pygmees de Carlo) (2002)
- Vai e vivrai (Va, vis et deviens) (2005)
- Il concerto (Le concert) (2009)
- La sorgente dell'amore (La Source des femmes) (2011)
- La storia dell'amore (The History of Love) (2016)

## Riconoscimenti
- Festival di Cannes
  - 2011 – Candidatura alla Palma d'oro per La sorgente dell'amore
- Premio César
  - 1999 – Candidatura alla miglior sceneggiatura per Train de vie - Un treno per vivere
  - 2006 – Miglior sceneggiatura originale per Vai e vivrai
  - 2006 – Candidatura al miglior film per Vai e vivrai
  - 2006 – Candidatura alla miglior regia per Vai e vivrai
  - 2010 – Candidatura al miglior film per Il concerto
  - 2010 – Candidatura alla miglior sceneggiatura per Il concerto
  - 2010 – Candidatura alla miglior regia per Il concerto
  - 2015 – Miglior documentario per Caricaturistes, fantassins de la démocratie
- David di Donatello
  - 1999 – Miglior film straniero per Train de vie - Un treno per vivere
  - 2010 – Miglior film europeo per Il concerto
- Premio Gopo
  - 2010 – Candidatura al miglior film per Il concerto
  - 2010 – Candidatura alla miglior regia per Il concerto